# Stand Up and Fight
«Stand Up and Fight» — третій студійний альбом фінського вікінг-метал-гурту Turisas. Реліз відбувся 23 лютого 2011.

## Список композицій
1. "The March of the Varangian Guard" - 3:51
2. "Take the Day!" - 5:26
3. "Hunting Pirates" - 3:43
4. "Βένετοι! - Πράσινοι!" (Venetoi! - Prasinoi!) - 3:49
5. "Stand Up and Fight" - 5:27
6. "The Great Escape" - 4:51
7. "Fear the Fear" - 6:13
8. "End of an Empire" - 7:13
9. "The Bosphorus Freezes Over" - 5:37

### Бонусні треки
1. "Broadsword" (кавер пісні Jethro Tull) - 5:01
2. "Supernaut" (кавер пісні Black Sabbath) - 3:57
3. "Acoustic Jam Session" (матеріал із DVD) - 14:20

## Учасники запису
- Матіас "Warlord" Нюгор — вокал, ударні
- Юссі Вікстрьом — електрогітара, акустичні гітари
- Ханнес "Хану" Хорма — бас-гітара, задній вокал
- Оллі Вянска — скрипка
- Туде Летонен — ударні
- Нетта Ског — акордеон

## Чарти
| Чарт (2011)          | Місце |
| -------------------- | ----- |
| Finnish Albums Chart | 5     |
| German Albums Chart  | 56    |
| Swiss Albums Chart   | 83    |